# Zebrawood

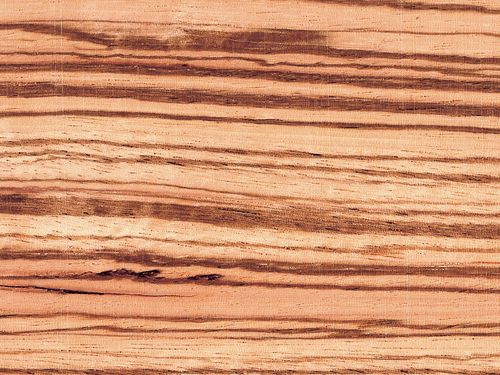
Zebrawood

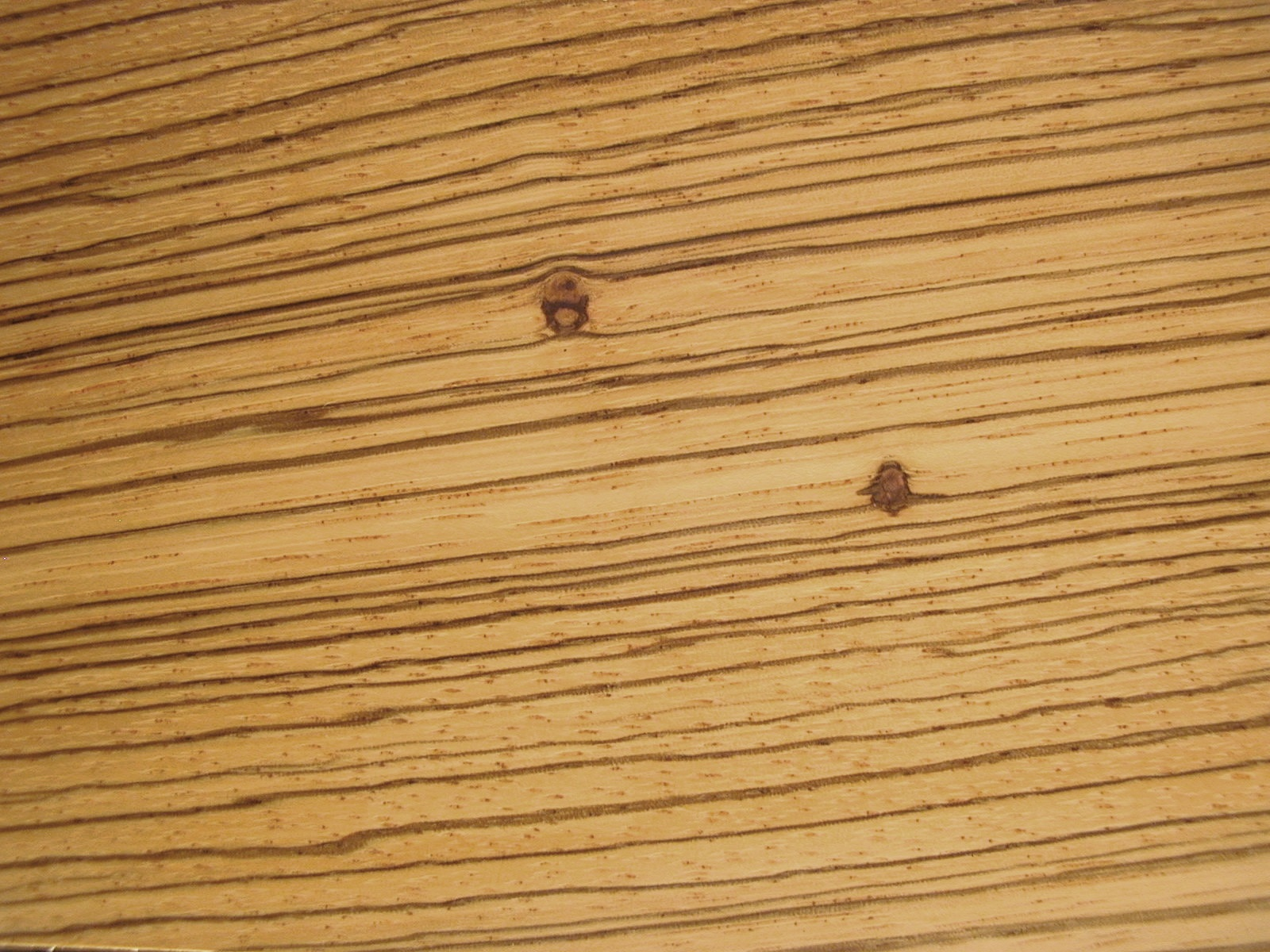
Zebrawood

Zebrawood (z angličtiny), v češtině se někdy používá název zebrano, je exotické dřevo, které svým vzhledem připomíná zebru.

## Popis
Zebrawood je velmi tvrdé a velmi těžké dřevo. Zbarvení dřeva přechází z oranžové až do tmavě hnědé barvy, přičemž je struktura dřeva je jemná a doplněna světlejšími a tmavšími pruhy.

## Původ
Dřevo pochází z tropického stromu Berlinia brazzavillensis z čeledi bobovité, rozšířeného v rovníkové Africe v oblasti Středoafrické republiky, Konžské republiky a Gabonu.

## Využití
Dřevo zebrawood se pro svoji strukturu a odolnost používá v nábytkářském průmyslu k výrobě nábytku, dýhy a k vykládání intarzii.